# Первое (озеро, Челябинская область)
Пе́рвое — озеро равнинного типа на восточной окраине Челябинска. Площадь озера — 18,5 км², объём — 0,145 км³, максимальная глубина — 10,5 м, средняя — 7,7 м. Котловина озера полуэллипсоидная. Берега ровные, слабоизрезанные; западный и северо-западный берега относительно высоки. Островов нет. Дно выстлано плотными заиленными песками. Юго-восточнее Первого находится озеро Шелюгино, восточнее — Второе озеро, за которым следуют Третье и Четвёртое.

## Описание
Первоначальное название озера Малакуль и происходит от башкирского названия. На планах города и картах начала XX века уже употребляется название Первое. До интенсивного антропогенного воздействия с XX века, озеро было небольших размеров, с солёной водой, пересыхающим в годы засухи.
Озеро находится в административных границах Тракторозаводского района города Челябинска. К востоку от озера, на перешейке между ним и озером Вторым расположены деревня Чурилово и железнодорожная станция Межозёрная, с южной стороны расположен посёлок Чурилово.
В окрестностях озера обнаружены курганные могильники, к примеру Чурилово-II.

## Антропогенное влияние

### Промышленность
В 1930-е годы в Первое начали сбрасывать промышленные стоки. Сейчас озеро принимает стоки ЧТЗ, челябинской ТЭЦ-2, завода ЖБИ и завода шлифовальных изделий; оно используется как доразбавитель недостаточно очищенных стоков. Доля сточных вод в водном балансе достигает 86 %.
Во избежание переполнения озера в 1958 был прорыт сбросный канал в реку Миасс, который регулярно использовался до 1984. В настоящее время по каналу круглый год происходит сброс воды в реку Миасс. Кроме того, из озера производится водозабор на технические нужды челябинских предприятий.

### Рекреационное использование
В связи с застройкой северо-восточного района Челябинска возросла рекреационная значимость озера. Популярность озеру среди горожан придают многочисленные песчаные пляжи, обилие рыбы (в озере водятся окунь, плотва, ёрш, карась, пелядь).

### Аварийные загрязнения
16 июля 2006 года челябинским МУП «ПО Водоотведение и водоснабжение» был зафиксирован засор на коллекторе в переулке Мамина. Он образовался из-за несанкционированного сброса строительного и бытового мусора жителями района в канализационный самотечный коллектор (пластиковые бутылки, ветошь, шины от автомобилей, доски, щебень). На ликвидацию засора понадобились сутки. При ликвидации аварии использовалась ассенизаторская машина для откачки и вывоза сточных вод. Ориентировочный объём сточных вод, попавших в озеро Первое, составил 72 м³. Порядка 80 челябинцев обратились в связи с этим инцидентом в кожно-венерологический диспансер с симптомами аллергического дерматита.

## Характеристика воды
Вода озера хлоридная, её минерализация меняется в пределах 0,9-1,5 г/л. Регулярно в озере отмечается превышение ПДК хлоридов, сульфатов, азота аммонийного, нефтепродуктов, фенолов, меди и цинка. Биомасса фитопланктона не превышает 5—7 мг/л, зарастаемость высшей растительностью незначительная. По состоянию на 2016 год вода озера относилась к 3-му классу качества («грязная»).